# Marcel Gromaire
Marcel Gromaire (ur. 24 czerwca 1892 w Noyelles-sur-Sambre, zm. 11 kwietnia 1971 w Paryżu) – francuski malarz i grafik. Zajmował się rysunkiem, grafiką, akwarelą, malarstwem i projektowaniem tkanin.

## Życiorys
Studiował na Académie de Montparnasse w Paryżu. Na jego sztukę wpłynęły przeżycia z udziału w I wojnie światowej. Walczył w Alzacji i nad Sommą, gdzie w 1916 został ranny. Początkowo znajdował się pod wpływem twórczości Paula Cézanne'a. Tworzył obrazy abstrakcyjne utrzymane w odcieniach ugru i brązu, z akcentami czerwieni i błękitu.
Po raz pierwszy przedstawił swoje prace w 1932 na wystawie wraz z malarzami Jeanem Fautrierem, Jeanem Pougnym i Jeanem René Bazaine'em. Dopiero w latach 50. i 60. XX w. jego twórczość doczekała się uznania krytyków. W 1959 przedstawił swoje grafiki na wystawie Documenta II w Kassel.
W 1956 otrzymał Międzynarodową Nagrodę Guggenheima I edycji.